# Битва в Ормокском заливе
Битва в Ормокском заливе (филиппинский язык: Labanan sa Golpo ng Ormoc) — ряд морских и воздушных боёв между японскими и американскими войсками, которые произошли в море Камотес с 11 ноября по 21 декабря 1944 года, во время битвы за Лейте в Филиппинской операции на Тихоокеанском театре военных действий Второй мировой войны.

## Военно-оперативная ситуация
В октябре 1944 года американский флот взял под контроль западную часть Тихого океана. 20 октября 1944 года союзники начали операцию по освобождению Филиппин от японских войск с высадке войск в заливе Лейте на восточной стороне острова Лейте. Остров Лейте защищало около 20000 японских солдат. Командующий Филиппинской операцией Дуглас Макартур, считал, что битва за Лейте будет лишь прелюдией перед главным сражением за остров Лусон. Для японцев наоборот сохранение контроля над Филиппинами было крайне необходимо, так как потеря их прервало бы поставки нефти с Борнео и Суматры.
В ответ на высадку войск союзников Японская империя отправила объединённый японский императорский флот, что привело к самому крупному морскому сражению в заливе Лейте, 23-26 октября 1944 года. В результате этого сражения японский флот потерпел сокрушительное поражение и уже не представлял угрозы до конца войны. Однако японский командующий на Филиппинах генерал Томоюки Ямасита полагал, что военно-морские силы США понесли тяжелые потери и сухопутные силы союзников на острове Лейте оказались уязвимы. Он принимает решение укрепить гарнизон японских войск на Лейте. В итоге было отправлено 9 транспортных конвоев, которые высадили 34000 солдат японской армии из 1-й, 8-й, 26-й, 30-й и 102-й пехотных дивизий в заливе Ормок, недалеко от одноимённого города.
Первоначально союзники решили, что японские конвои эвакуируют войска с острова Лейте. Но в первой недели ноября стало ясно, что они отправляют подкрепление на остров и военно-морские силы США начали атаковать конвои.

## Ход боёв
8-9 ноября 1944 года японцы отправили два конвоя (ТА-3 и ТА-4) из Манилы в Ормокский залив. Конвои были разделены на два дня, чтобы эсминцы, сопровождающие первый конвой, могли отступить назад и сопровождать второй. Однако конвои были замечены 9 ноября и атакованы самолётами 5-й воздушной армии США.
10 ноября самолёты, базирующееся на острове Моротай, вылетели к острову Понсон, чтобы атаковать конвой ТА-3. Самолёты добрались до конвоя к полудню и на минимальной высоте начали атаку. В результате два крупных войсковых транспорта Такацу Мару и Каси Мару, а также два корабля сопровождения были потоплены, ещё один транспорт был сильно повреждён. Однако японцам удалось высадить 10000 солдат.
11 ноября 1944 года командующий третьим флотом ВМС США адмирал Уильям Фредерик Холси приказал атаковать конвой ТА-4. В результате атаки были потоплены четыре эсминца Симакадзэ, Вакацуки, Хаманами и Наганами, а также четыре транспорта Микаса Мару, Таизан Мару, Сеихо Мару и Тенсё Мару. Погибло около 4000 японских солдат и моряков. На эсминце Симакадзе погиб контр-адмирал Микио Хаякава.
Японский конвой ТА-5 покинул Манилу 23 ноября 1944 года и направился в порт Катайнган и порт Баланкан. Из шести войсковых транспорта пять были потоплены в результате воздушной атаки.
Плохая погода в конце ноября затруднила авианалёты. Поэтому ВМС США послали эсминцы в Ормокский залив. 27 ноября четыре эсминца под командованием капитана Роберта Смита (USS Waller, USS Pringle, USS Renshaw и USS Saufley) вошли в залив и обстреляли доки в города Ормок. Затем группа отправилась в море Камотес.
Патрульный самолёт союзников сообщил по рации, что заметил японскую подводную лодку (I-46), которая находилась к югу от острова Пачиджан и направлялась в залив Ормок. Эсминцы направились на юг, чтобы перехватить её, и в 01:27 28 ноября радар USS Waller недалеко от северо-восточного побережья острова Понсон заметил подводную лодку. Эсминец первыми торпедами поразил цель и в 01:45 она затонула.
Японский конвой ТА-6 27 ноября 1944 года вышел из Манилы в составе двух транспортов (Синсё Мару и Синецу Мару) и трех патрульных кораблей. В ночь на 28 ноября они подверглись нападению американских патрульных торпедных катеров в заливе Ормок, а также воздушной атаке. Все пять кораблей были потоплены, но успели доставить большую часть груза.
Японский конвой ТА-7 из трех транспортов вышел из Манилы 1 декабря 1944 года в сопровождении эсминцев Такэ и Кува под командованием Масамити Ямасита. В операции также принимали участие две группы транспортных подводных лодок. 3 декабря конвой прибыл к городу Ормок и был атакован группой американских эсминцев (USS Allen M. Sumner, USS Cooper, USS Moale) под командованием Джона Зама. Американские корабли потопили транспортные корабли и эсминец Кува, на котором погиб командир Ямасита. Затем подверглись мощной атаке бомбардировщиков, береговой артиллерии, подводных лодок и других кораблей. В итоге эсминец USS Cooper был потоплен, а остальные американские эсминцы отступили.
7 декабря 77-я пехотная дивизия под командованием генерал-майора Эндрю Брюса высадилась в Альбуэре в 5,6 км к югу от города Ормок. 305-й, 306-й и 307-й пехотные полки 77-й пехотной дивизии высадились на берег без сопротивления, но корабли сопровождения подверглись атакам камикадзе, в результате чего затонули эсминцы USS Ward и USS Mahan.
Японский конвой ТА-8 перевозил 4000 солдат, которые были высажены 48.2 км от города Ормок в Сан-Исидро. Все пять транспортных корабля были потоплены 7 декабря, а эсминцы сопровождения Умэ и Суги были повреждены.
Конвой ТА-9 высадил около 4000 японских солдат в Паломпоне, но потерял два эсминца Юдзуки и Удзуки, а Кири был поврежден.

## Последствия
В результате битвы в Ормокском заливе ВМС США смогли помешать японцам укрепить свои силы на острове Лейте, чем внесли значительный вклад в победу сухопутных войск. США потеряло три эсминца, один скоростной транспорт и два войсковых транспорта, Япония потеряла 6 эсминцев, 20 малых транспортных судов, одну подводную лодку, один патрульный катер и три корабля сопровождения.

## Примечание
1. 1 2  Leyte. history.army.mil. Дата обращения: 14 января 2020. Архивировано 11 июня 2020 года.
2. 1 2 3  Leyte Reinforcement Convoys 23 Oct - 11 Nov 1944 - Operations "TA-1" - "TA-9". pacific.valka.cz. Дата обращения: 14 января 2020. Архивировано 1 декабря 2020 года.
3. ↑  Japanese Army Auxiliary Transports. www.combinedfleet.com. Дата обращения: 14 января 2020. Архивировано 26 ноября 2021 года.
4. ↑  Long Lancers. www.combinedfleet.com. Дата обращения: 14 января 2020. Архивировано 9 февраля 2006 года.
5. ↑  Nathan Prefer. Leyte, 1944: The Soldiers' Battle. — Casemate, 2012-12-07. — 424 с. — ISBN 978-1-61200-156-2.
6. ↑  Waller. web.archive.org (17 марта 2004). Дата обращения: 14 января 2020. Архивировано из оригинала 17 марта 2004 года.
7. ↑  Cooper. web.archive.org (21 марта 2005). Дата обращения: 14 января 2020. Архивировано из оригинала 21 марта 2005 года.
8. ↑  Long Lancers. www.combinedfleet.com. Дата обращения: 14 января 2020. Архивировано 24 июля 2020 года.